# 3DMark 11
3DMark 11 — компьютерная программа, бенчмарк, который разрабатывается финской компанией Futuremark. «3DMark 11» предназначен для тестирования производительности компонентов персонального компьютера и прежде всего — для тестирования графической подсистемы (одна или несколько графических карт (видеокарт)). «3DMark 11», как и все другие бенчмарки серии 3DMark, работает исключительно на аппаратно-программной платформе Wintel, то есть на IBM PC-совместимых компьютерах под управлением операционных систем семейства Microsoft Windows.

## Технологические особенности и характеристики
«3DMark 11» будет работать только на DirectX 11, все остальные версии DirectX поддерживаться не будут. В связи с этим «3DMark 11» работает только на Windows Vista с Service Pack 2, Windows 7 , Windows 8 и Windows 10.
Как и предыдущие выпуски 3DMark, «3DMark 11» будет иметь несколько версий относительно лицензирования. Ожидается три лицензионные версии — для коммерческого использования, для домашнего использования и бесплатная версия с неограниченным количеством запусков теста.
В бенчмарке будут два теста для тестирования графики. Первый тест будет проходить в традиционной для серии 3DMark космической тематике. Некоторые IT-журналисты предположили, что в основу этого теста будет положен космический тест «New Calico» из «3DMark Vantage», предыдущего бенчмарка серии, а также шутер от первого лица «Shattered Horizon», действия которого разворачиваются в космосе. Согласно неподтверждённым сведениям, в данном «космическом» тесте действия будут происходить в поле астероидов.
Второй тест называется «Deep Sea» (рус. Глубокое море). До официального анонса благодаря утечке данных он был известен под названием «Undersea Submarine» (дословно рус. Морская подводная лодка). В тесте показана подводная экспедиция, выполняемая двумя батискафами, которые находят и изучают ржавые остатки давно затонувшего судна. В этом тесте используется новый DirectX 11-эксклюзивный графический движок, разработанный Futuremark специально для «3DMark 11». В сцене «Deep Sea» демонстрируется использование тесселяции, которая применяется для визуализации подводных скал, кораллов и останков корабля. Активно используется пост-обработка, которая применяет эффекты Depth of Field и некоторые другие эффекты линзы объектива. Также активно используются объёмные лучи. Во время интервью 7 июня стало известно, что «Deep Sea» в том виде, в котором он был представлен изначально, не будет присутствовать в финальной версии «3DMark 11». Он будет или полностью исключён, или очень сильно переработан.
Спонсором «3DMark 11» выступает компания Micro-Star International (MSI). Благодаря этому на борту одного из батискафов в тесте «Deep Sea» (ранее «Undersea Submarine») присутствует логотип «MSI». Аналогичное решение было в предыдущем бенчмарке серии — «3DMark Vantage». Тогда спонсором выступала компания Sapphire Technology, и благодаря этому тесте «Jane Nash» на футуристическом транспортном средстве присутствовал логотип «Sapphire». Кроме логотипа, спонсорство MSI отразится на продукции этой компании: в комплект поставки графических карт производства MSI будет входить подарочная лицензионная копия «3DMark 11». Также известно, что возможность неограниченного запуска бесплатной версии «3DMark 11» также стала возможной благодаря рекламе MSI.

### PhysX в 3DMark 11
Изначально, во время появления первых сведений о бенчмарке, об использовании физического движка nVidia PhysX в «3DMark 11» ничего не было известно. Ранее Futuremark постоянно использовала nVidia PhysX и его предшественника Ageia PhysX в своих продуктах, а также в компьютерной игре Shattered Horizon. Однако 20 сентября 2010 года на немецкоязычном сайте Golem.de была опубликована информация, согласно которой Futuremark отказалась от использования PhysX в «3DMark 11». Причиной отказа называется «привязанность» PhysX к компании nVidia. PhysX базируется на CUDA, проприетарной реализации GPGPU, которая работает только на графических процессорах производства nVidia. Эти факторы предположительно могут дать преимущество видеокартам nVidia по сравнению с видеокартами конкурентов при прохождении тестов «3DMark 11».
Согласно информации Golem.de, Futuremark разрабатывает собственный физический движок, который базируется на DirectCompute 11 — реализации GPGPU от Microsoft, которая входит в состав DirectX 11.

## Распространение
На середину ноября 2010 года известно, что «3DMark 11» будет распространяться тремя путями: через цифровую продажу, через розничную продажу и как сопутствующее дополнение к другим продуктам.
Немецкая компания Headup Games, которая уже сотрудничала с Futuremark при издании Shattered Horizon, будет издавать коробочные версии бенчмарка на территории Германии, Австрии и Швейцарии.
Компания EVGA, производитель видеокарт, в середине ноября 2010 года сообщила, что все покупатели видеокарт GeForce GTX 580 её производства, которые зарегистрируют свою видеокарту на сайте компании, получат бесплатный ключ к Advanced-версии «3DMark 11».
15 ноября 2010 года Futuremark и Micro-Star International (MSI) официально сообщили, что «3DMark 11» будет поставляться в комплекте с видеокартами GeForce GTX 580 производства MSI. Видеокарты, укомплектованные «3DMark 11», будут поставляться в специальных коллекционных упаковках, оформленных в стиле сцены «Deep Sea».

## История разработки

### Первые сведения
6 ноября 2009 года появились первые сведения о следующем после 3DMark Vantage бенчмарке из серии 3DMark. Согласно этим сведениям, на момент их появления Futuremark уже начала работы над бенчмарком, который должен обладать полной поддержкой DirectX 11 и Windows 7, а также видеокарт с поддержкой Direct3D 11 — Radeon HD 5xxx и nVidia Fermi.

### Интервью с CVG
Следующие определённые сведения о 3DMark 2010 появились в 9 марта 2010 года, когда англоязычный игровой журнал Computer and Video Games (CVG) взял интервью в генерального директора Futuremark Юкки Макинена (англ. Jukka Mдkinen) и продюсера Яаако Хаапасоло (англ. Jaakko Haapasalo). Предметом данного интервью была компьютерная игра «Shattered Horizon», разработанная Futuremark: история её разработки, развитие, перспективы и результаты. Однако в этом интервью было сказано несколько фактов о последней версии 3DMark.
Было сказано, что Futuremark в момент интервью работает над созданием следующего поколения 3DMark, которое было названо «3DMark 2010». По словам Юкки Макинена, этот бенчмарк будет работать только с DirectX 11, а графические тесты будут напоминать кадры с фильмов Аватар и Армагеддон.

### Утечка данных
20 мая 2010 года на финском сайте «Plaza.fi» появились новые сведения о 3DMark последней версии, включая её официальное название — «3DMark 11». Далее эти сведения были позаимствованы сайтом TechPowerUp, а потом — многими другими интернет-СМИ. Среди «утёкших» сведений присутствовала информация о том, что «3DMark 11» будет демонстрироваться на выставке Computex 2010, которая пройдет в начале июня в Тайване. Также стало известно, что «3DMark 11» будет поддерживать только DirectX 11, более старые версии поддерживаться не будут. Среди других сведений была информация о дате выхода бенчмарка и некоторые другие его особенности.
Официальная расшифровка названия «3DMark 11» была неизвестна, однако журналисты предположили ей два объяснения. Согласно первому, число «11» указывает на версию API DirectX, который будет поддерживаться. Согласно второму объяснению, число «11» указывает на 2011 год, что соответствует традиции именования бенчмарков серии 3DMark.

### Официальный анонс и первый трейлер
24 мая 2010 года компания Futuremark официально анонсировала «3DMark 11». Одновременно с анонсом был опубликован трейлер из технологической демонстрации «3DMark 11» под названием «Deep Sea» (рус. Глубокое море), а также несколько скриншотов из трейлера. Было официально заявлено, что «3DMark 11» будет демонстрироваться в отделе компании Micro-Star International (MSI) на выставке Computex, которая должна была пройти с 1 по 5 июня. «В течение 10 лет 3DMark показывал игрокам, чего стоит ожидать от следующего поколения 3D-графики в реальном времени,— сказал Юкка Макинен.— Так что мы особенно рады представить 3DMark 11 и показать возможности DirectX 11 благодаря публикации трейлера Deep Sea».
В трейлере теста была показана подводная экспедиция, выполняемая двумя батискафами, которые находят и изучают ржавые остатки давно затонувшего судна. В этом тесте используется новый DirectX 11-эксклюзивный графический движок, разработанный Futuremark специально для «3DMark 11». В сцене «Deep Sea» демонстрируется использование тесселяции, которая применяется для визуализации подводных скал, кораллов и останков корабля. Активно используется пост-обработка, которая применяет эффекты Depth of Field и некоторые другие эффекты линзы объектива. Также активно используются объёмные лучи.
Оригинальную музыку и звуковое сопровождение к «Deep Sea» написал композитор Педро Мацедо Камачо (англ. Pedro Macedo Camacho).

### 3DMark 11 на Computex 2010
Как и было обещано ранее, Futuremark посетила выставку Computex 2010, в день открытия которой (1 июня) представила «3DMark 11», а именно демонстрацию «Deep Sea», а также видеоролик этой демонстрации в качестве 1080p, который был выложен в публичный доступ.

### Интервью на ATI Forum
7 июня 2010 года на немецкоязычном сайте ATI Forum было опубликовано интервью с Илкка Кохо (англ. Ilkka Koho), менеджером по продуктам в Futuremark. В этом интервью Кохо сделал несколько важных заявлений и сообщений касательно «3DMark 11». Прежде всего, он заявил, что технологическая демонстрация «Deep Sea», скорее всего, не попадёт в финальную версию бенчмарка, а если и попадёт, то в сильно изменённом виде. Причиной этого было названо то, что демонстрация «Deep Sea» была разработана с использованием очень ранней версии внутреннего движка «3DMark 11», целью этой демонстрации был показ технологических особенностей и преимуществ Direct3D 11, но никак не измерение производительности. Вторым важным заявлением является то, что бесплатную версию «3DMark 11» можно будет запускать неограниченное количество раз. Это было сделано благодаря встроенной в демонстрации рекламе компании MSI.

### Второй трейлер «High Temple»
20 октября 2010 года Futuremark опубликовала новый пресс-релиз и второй трейлер «3DMark 11» под названием «High Temple» (рус. высокий храм). В трейлере был показан старинный каменный полуразвалившийся храм, расположенный в джунглях, залитых ярким солнечным светом. С технологической точки зрения в трейлере активно использовались объёмные лучи, тесселяция, постобработка, фильтр глубины. Как и для первого трейлера, музыку и звук к «High Temple» написал Педро Мацедо Камачо. Данный трейлер, как и «Deep Sea», не отражает финальное качество «3DMark 11», а является сугубо демонстрационный, и предположительно, как и «Deep Sea», не будет включён в финальную версию программы.
В трейлере присутствовал логотип компании Antec на джипе, по аналогии с логотипом MSI на батискафе в первом трейлере. Таким образом, Futuremark проводит политику внутрипрограммной рекламы. В пресс-релизе компания заявила, что подобные соглашения по размещению рекламы в программе дают возможность ей выпускать бесплатные версии «3DMark 11».
Также в пресс-релизе Futuremark подтвердила ранее озвученную информацию о дате выхода «3DMark 11» (конец 2010 года) и о возможности неограниченного запуска бенчмарка в бесплатной версии.

### Интервью с PCGamesHardware
5 ноября 2010 года авторитетный немецкий ресурс PC Games Hardware опубликовал новость, в которой сообщил общественности новые сведения о «3DMark 11», полученные в результате общения с представителем Futuremark Илкка Кохо (англ. Ilkka Koho). Согласно этим данным, выход «3DMark 11» запланирован на декабрь 2010 года, а также планируется выпуск коробочных версий бенчмарка в розничную продажу. Первыми странами, в которых в рознице будет продаваться бенчмарк, станут Германия, Австрия и Швейцария. Издателем будет компания Headup Games, которая уже сотрудничала с Futuremark при издании Shattered Horizon.